# Sekta (divadelní hra)
Sekta (1965) je hra Jiřího Suchého. Využívá surrealistických motivů. Jiří Šlitr odmítl k písním ve hře napsat hudbu a tak ji napsal Jiří Suchý sám. Hra ale měla špatné ohlasy a hrála se jen krátce.
V představení hrál Orchestr divadla Semafor řízený Ferdinandem Havlíkem.
V roce 2008 mělo v Semaforu premiéru nové nastudování Sekty. Sedmi písněmi ze hry byla také obohacena inscenace Dobře placené procházky v Národním divadle (2007).

## Děj
Hra pojednává o dívce Evě, která se utvrzuje v tom, že je všemi milována. Dostává zamilované dopisy z vězení, pan farář jí po dvou družičkách poslal zlatou monstranci, zbožňuje ji i další dívka – motocyklistka. Pak se ale ukáže, že vězeň utekl z vězení k jiné dívce a ukradenou monstranci družičky u Evy pouze schovávají. Eva ale dál jedná tak, jako by se pravdu nedozvěděla, a motocyklistka jí u ní v bytě uspořádá obřad, jakoby byla Eva bohyní. Nakonec do bytu vtrhnou policisté a všechny dívky zatknou.

## Obsazení
| Klára Jerneková / Milena Zahrynowská / Jana Drbohlavová | Eva           |
| Renata Tůmová                                           | motocyklistka |
| Pavlína Filipovská                                      | 1. družička   |
| Věra Křesadlová                                         | 2. družička   |
| hudebníci                                               | pět policistů |

Sbor dívek hrály a v jednotlivých rolích dále alternovaly Vlasta Kahovcová, Jana Malknechtová, Irena Minaříková, Yvonne Přenosilová, Lilka Ročáková, Eva Malknechtová.

## Seznam písniček
- Zpěváků a herců sbory
- Na střeše světa
- Pokud vám jde o děj
- Jak se plaší zlé sny
- Ornament
- Plameny plápolají
- Nevíme nic
- Blázen a dítě
- báseň Med ve vlasech

Pro hru Suchý složil také píseň Dívka má růžovou duši, která ale nakonec nebyla použita.

## Záznamy hry
Záznam představení se nedochoval, dvě písničky, které vyšly na LP Divadlo Semafor 1959 - 1969, Supraphon, 1978 (Zpěváků a herců sbory a Pokud vám jde o děj), jsou z podkladu k připravovanému filmu.

## Film
Ke konci 60. let 20. století připravoval Jiří Suchý na motivy hry stejnojmenný film. Ten ale nedokončil. V 80. letech se k materiálu vrátil a s Věrou Křesadlovou o filmu točil fiktivní dokument, který ale také nedokončil. Fragmenty vyšly na videokazetě Když bylo Perplexu 16 mm.

## Inscenace z roku 2008
2. dubna 2008 mělo v Semaforu premiéru nové nastudování Sekty. Režisérem byl opět Jiří Suchý. Kritika přijala hru poměrně vlažně. Dle názoru Radmily Hrdinové (Právo) „absurdně surrealistické jádro hry nebylo rozkryto už v roce 1965 a [...] ani nyní [...] problém tkví především v divadelní podobě textu, která strádá nedostatkem obrazivé nadsázky a humoru, dialogy jsou servírovány na smrtelně vážno jako ze špatně zahraného Ibsena, bez povšimnutí Suchým nastražených point. Režisér Suchý rozhodně autoru Suchému neprospěl.“ Jan Kolář (Divadelní noviny) soudí, že „Sekta není hra v pravém slova smyslu, je to scénická báseň, osobitě rozvíjející v komediální podobě prvky surrealismu, poetismu, absurdity a filmové grotesky. Převést tuto esenci ‚lyrismu‘ a podivné komiky na scénu tak, aby měla dramatickou hodnotu, však vyžaduje spíš rafinovanou režijní nadstavbu než nastudování, které pouze slouží textu.“

### Obsazení
| Jiří Suchý                           | Fámulus             |
| Jitka Molavcová                      | Mahulena            |
| Markéta Zehrerová                    | Eva                 |
| Zuzana Maxa (Říhová)                 | motocyklistka       |
| Vanda Hauserová                      | zlá družička        |
| Veronika Kubařová / Adéla Zejfartová | hodná družička      |
| Michal Stejskal                      | policejní inspektor |
| Barbara Mykisková                    | gymnastka           |
| Lenka Harazimová                     | gymnastka           |
| Jan Vyhnálek                         | gramofon            |
| Václav Kopta                         | hlas otce           |
| Otto Weiss                           | hlas vězně          |

V dívčím pěveckém sboru různě alternovány účinkují: Kamila Novotná, Lucie Chlumská, Veronika Šotová, Magdalena Turchichová, Martina Jiránková, Nella Kosíková, Dana Hejtmanová, Barbora Smejkalová, Kristina Durczaková, Lucie Zemanová, Vilma Frantová, Tereza Vágnerová, Daniel Bič.
V baletním policejním sboru účinkují: David Bouša, Filip Gröger, Petr Novotný, Pavel Kaucký.

### Technicko-umělecké zázemí
- hudební nastudování – Jiří Svoboda
- scénický výtvarník – Jaroslav Svoboda
- kostýmní výtvarník – Jiří Suchý
- choreografka – Kristýna Černá
- pohybová spolupráce – Zora Nováková (step)

## Knižní vydání textu hry
- Jonáš a dr. Matrace a jiné hry ze Semaforu, Mladá fronta, 1994.
- Encyklopedie Jiřího Suchého, svazek 10, divadlo 1963–1969, Karolinum a Pražská imaginace, Praha 2002: s. 45-68.